# (8367) Bokusui
(8367) Bokusui est un astéroïde de la ceinture principale.

## Description
(8367) Bokusui est un astéroïde de la ceinture principale. Il fut découvert le 23 octobre 1990 à Geisei par Tsutomu Seki. Il présente une orbite caractérisée par un demi-grand axe de 2,21 UA, une excentricité de 0,13 et une inclinaison de 5,4° par rapport à l'écliptique.

## Compléments